# Ленгфорд (Південна Дакота)
Ленгфорд (англ. Langford) — місто (англ. town) в США, в окрузі Маршалл штату Південна Дакота. Населення — 283 особи (2020).

## Географія
Ленгфорд розташований за координатами 45°36′9″ пн. ш. 97°49′49″ зх. д. / 45.60250° пн. ш. 97.83028° зх. д. (45.602437, -97.830241). За даними Бюро перепису населення США в 2010 році місто мало площу 0,79 км², уся площа — суходіл.

## Демографія
Згідно з переписом 2010 року, у місті мешкало 313 осіб у 146 домогосподарствах у складі 83 родин. Густота населення становила 395 осіб/км². Було 164 помешкання (207/км²).
Расовий склад населення:
| - 96,5 % — білих - 2,9 % — корінних американців - 0,3 % — азіатів |

До двох чи більше рас належало 0,3 %. Частка іспаномовних становила 0,6 % від усіх жителів.
За віковим діапазоном населення розподілялося таким чином: 23,3 % — особи молодші 18 років, 52,4 % — особи у віці 18—64 років, 24,3 % — особи у віці 65 років та старші. Медіана віку мешканця становила 46,5 року. На 100 осіб жіночої статі у місті припадало 117,4 чоловіків; на 100 жінок у віці від 18 років та старших — 103,4 чоловіків також старших 18 років.
Середній дохід на одне домашнє господарство становив 56 618 доларів США (медіана — 47 250), а середній дохід на одну сім'ю — 66 831 долар (медіана — 65 250). За межею бідності перебувало 13,9 % осіб, у тому числі 24,6 % дітей у віці до 18 років та 22,1 % осіб у віці 65 років та старших.
Цивільне працевлаштоване населення становило 193 особи. Основні галузі зайнятості: освіта, охорона здоров'я та соціальна допомога — 36,3 %, виробництво — 19,7 %, роздрібна торгівля — 12,4 %, сільське господарство, лісництво, риболовля — 8,8 %.